# August Lindberg
August Lindberg (Hedemora, 3 settembre 1846 – Stoccolma, 18 novembre 1916) è stato un attore e regista teatrale svedese.

## Biografia

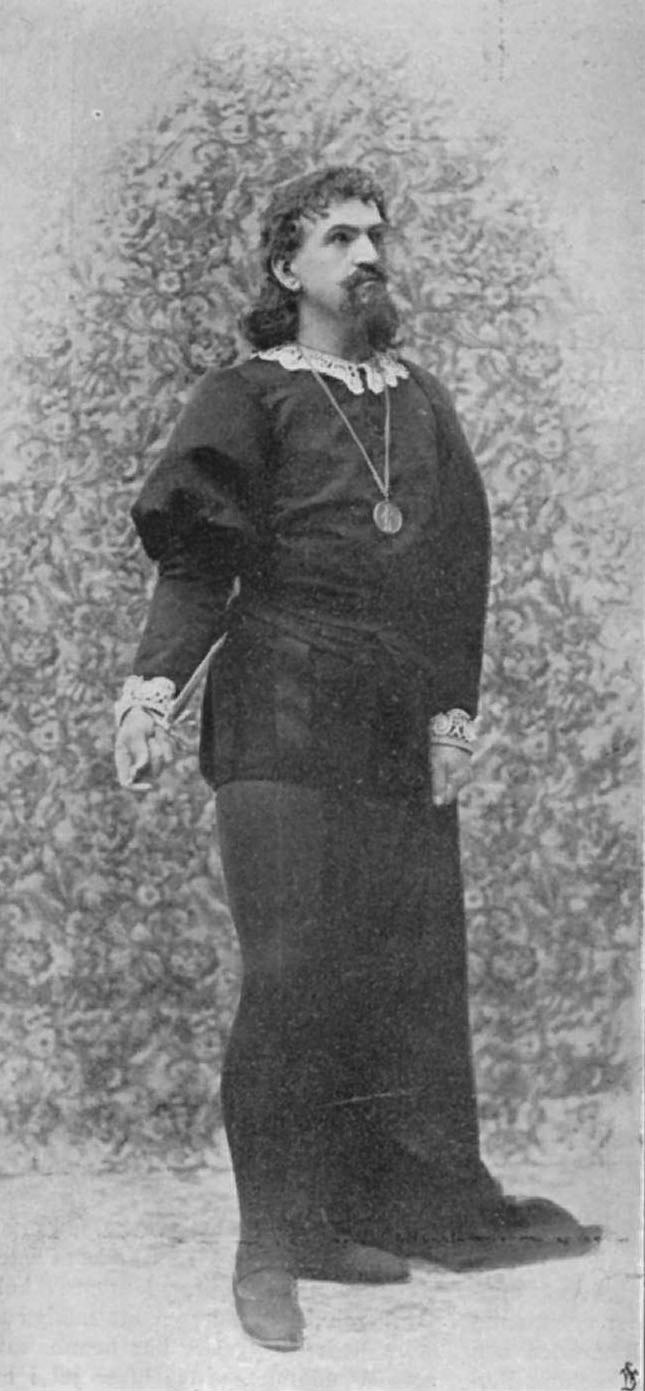
August Lindberg nel ruolo di Amleto nel Svenska Teatern nel 1898

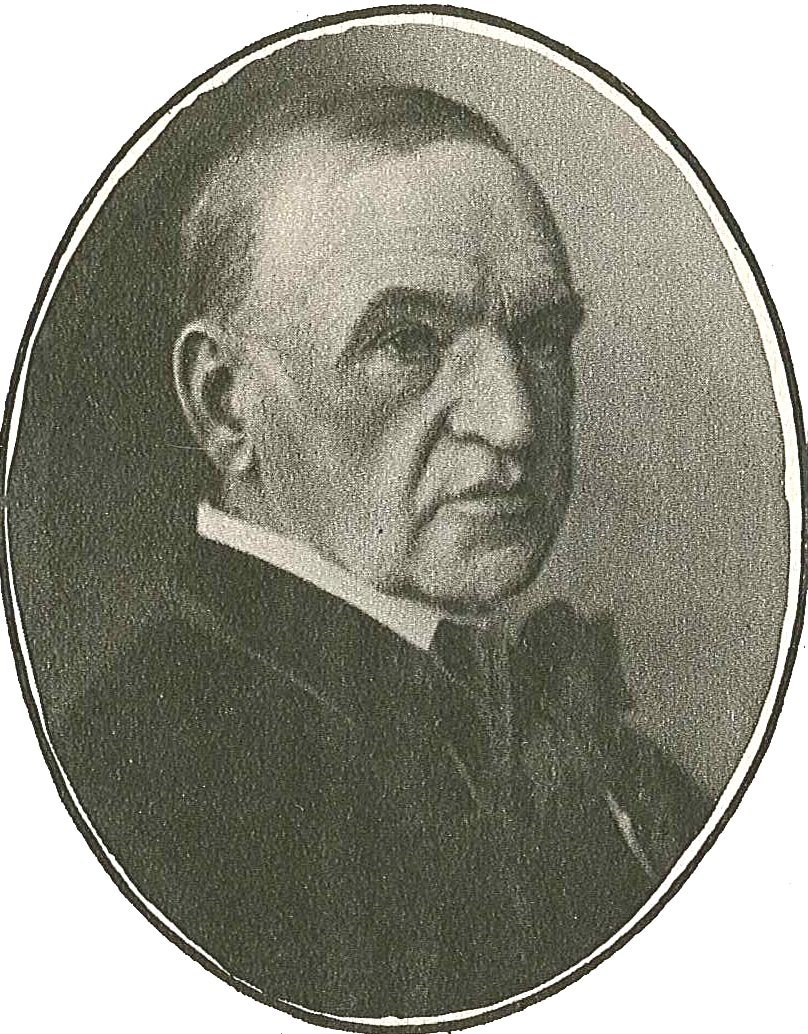
August Lindberg nel 1916

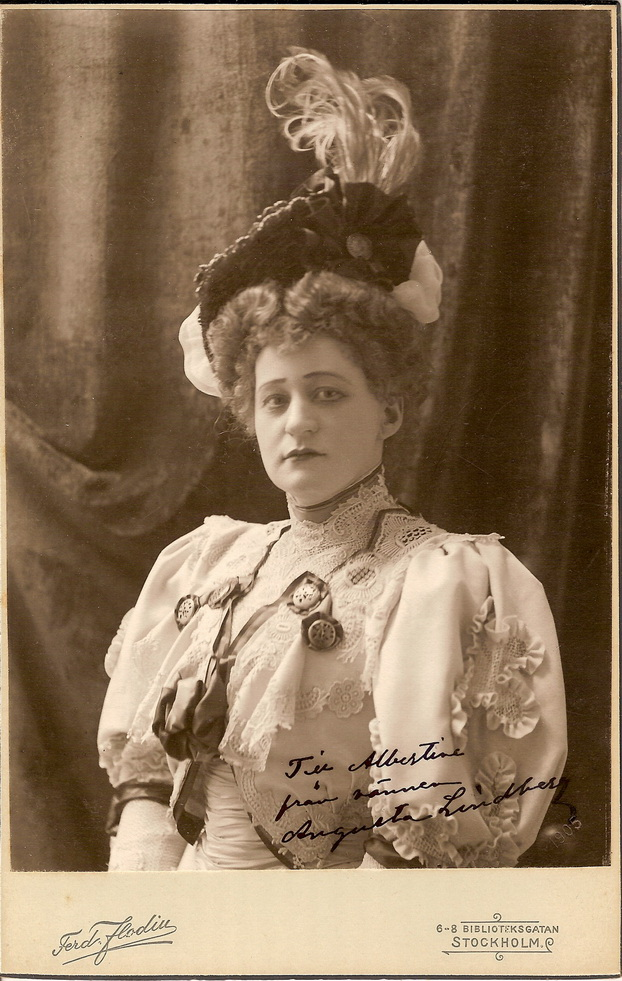
Augusta Lindberg nel 1906

August Lindberg nacque in una famiglia di origini umili, figlio del vigile del fuoco della città, Carl Fr. Lindberg e di sua moglie Kristina Jansdotter.
Trasferitosi da giovane a Stoccolma, negli anni 1860, Lindberg svolse numerose attività per mantenersi, tra le quali il cameriere e frequentò la scuola del Teatro Reale dal 1865 al 1866, prima di esordire con compagnie che lavoravano in provincia.
Nel 1874 interpretò Amleto, ruolo che lo appassionò per tutta la sua carriera, ma che attirò qualche critica, per la sua impostazione temperamentale e anticlassica del personaggio, oltre che per la dizione. Lindberg dimostrò una intelligenza vivacissima e uno spirito anticonformistico e si mise in evidenza come interprete degli eroi shakespeariani, che liberò dal convenzionalismo tradizionale.
Durante la sua gavetta Lindberg viaggiò attraverso l'Europa e soggiornò a Parigi per perfezionarsi.
Per operare un profondo rinnovamento stilistico del teatro svedese, istituì una sua compagnia e diventò un ammiratore di Henrik Ibsen e il 22 agosto 1883, a Helsingborg, Lindberg allestì coraggiosamente per primo, Spettri, e grazie al successo di questa impresa, l'anno successivo, assunse il posto di «förste regissör» a Stoccolma, dove fu successivamente il primo regista di Brand.
Il posto di «förste regissör» non corrispondeva, al Teatro Reale, né a quello del direttore di scena né a quello del moderno regista, bensì era il compito di un attore sovrintendente agli allestimenti, ed in particolare Lindberg curò con attenzione l'istruzione scenica, la memorizzazione accurata e la recitazione d'assieme.
Nel 1884 mise in scena L'anitra selvatica, scegliendo nel ruolo della protagonista "Hedvig", che, da copione, avrebbe dovuto avere appena quattordici anni, una debuttante assoluta, Lotten Seelig, così come inserì molti attori dilettanti, anticipando André Antoine, ottenendo comunque un buon successo nonostante la rappresentazione fosse una delle più sperimentali del teatro europeo.
Lindberg al Teatro Reale incontrò qualche difficoltà, sia per l'adesione al realismo sia per la sua origine proletaria, e un testo come L'anitra selvatica complicò la sua posizione. Infatti, gli elementi umili inseriti da Ibsen nel suo testo, come la protagonista infantile, il ruolo semplice di Gina, l'ambientazione in una soffitta stipata di oggetti poveri, suscitarono un grande interesse in un artista privo di formazione accademica come Lindberg, sia nei ruoli sia nell'ambientazione dell'opera.
Proseguì la sua attività teatrale in tutto il nord Europa con buon successo, interpretando e dirigendo soprattutto tutti i drammi ibseniani, fino agli anni della lunga malattia, un cancro ai polmoni che lo portò alla morte il 18 novembre 1916 nella sua casa di Rasunda, dove visse negli ultimi inverni.
Lindberg è sepolto nel cimitero settentrionale di Stoccolma.
Sua moglie Augusta (Stoccolma, 1866-1943), fu anche lei un'attrice interprete soprattutto nelle opere di Ibsen, Strindberg, Sardou e dei grandi del repertorio classico.

## Ruoli principali
| Anno | Ruolo                      | Produzione                                     | Regia           | Teatro                       |
| ---- | -------------------------- | ---------------------------------------------- | --------------- | ---------------------------- |
| 1874 | Bengt Lagman               | Bröllopet på Ulfåsa Frans Hedberg              |                 | Nya Teatern, Göteborg        |
| 1876 | Klas Tott                  | Drottning Christina Jeanette Stjernström       |                 | Nya teatern                  |
| 1876 | Lord Seymour               | En arbetare Lorentz Dietrichson                |                 | Svenska teatern, Helsingfors |
| 1888 | Wilhelm Hammer             | Hela verlden José Echegaray y Eizaguirre       |                 | August Lindbergs sällskap    |
| 1898 | Botvid                     | Bröllopet på Ulfåsa Frans Hedberg              | Harald Molander | Svenska teatern, Stoccolma   |
| 1898 | Karsten Jerven, fil. kand. | Vid rikets port Knut Hamsun                    |                 | Svenska teatern, Stoccolma   |
| 1898 | Hamlet                     | Amleto William Shakespeare                     |                 | Svenska teatern, Stoccolma   |
| 1898 | Riccardo II                | Riccardo II William Shakespeare                | August Lindberg | Svenska teatern, Stoccolma   |
| 1900 | Arnold Rubek               | När vi döde vakna Henrik Ibsen                 |                 | Svenska teatern, Stoccolma   |
| 1900 |                            | Stora syster Jules Lemaître                    |                 | Svenska teatern, Stoccolma   |
| 1900 | Mäster Olof                | Gustav Vasa August Strindberg                  |                 | Svenska teatern, Stoccolma   |
| 1915 | Valentin Le Barroyer       | Äventyret Gaston de Caillavet, Robert de Flers | Karl Hedberg    | Dramaten                     |